# Deli (stato)
Il Sultanato di Deli (in lingua aceh: Kesultanan Deli Darul Maimoon; in jawi: كسلتانن دلي دارالميمون) fu un sultanato esistito nell'attuale isola di Sumatra in Indonesia, tra il 1632 ed il 1946. Stato vassallo dalla sua fondazione, venne controllato da diversi sultanati sino al 1814 quando divenne un sultanato indipendente rispetto all'ultimo stato sovrano che lo controllava, il sultanato di Siak.
I sovrani di Aceh si erano convertiti all'Islam dalla metà del XV secolo. Il Sultanato di Aceh venne fondato da Ali Mughayat Syah, il quale iniziò a compiere delle campagne militari per estendere il suo controllo anche sui territori che si trovavano nel nord di Sumatra nel 1520. Il sultano Iskandar Muda continuò questa espansione con nuove conquiste. Nel 1612 l'antico regno di Deli venne sconfitto ed annesso. L'intervento olandese nel 1861, portò al riconoscimento dello stato indipendente.

## Territorio
Il territorio del sultanato di Deli includeva Labuhan Deli, Langkat, Suka Piring, Buluh Cina, Denai, Serbajadi e diverse altre aree attorno alla costa orientale dell'isola di Sumatra. Quando il sultanato di Aceh riprese il controllo del sultanato di Deli nel 1854, quest'ultimo territorio venne ad ogni modo proclamato indipendente sotto la sovranità acehana. 

Durante il governo coloniale, secondo il contratto politico sottoscritto tra il sultano di Deli e gli olandesi, i territori del sultanato includevano:

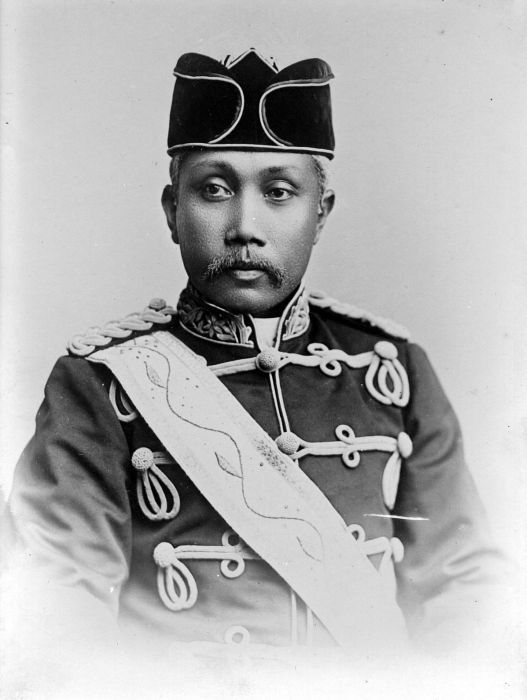
Ritratto del sultano Ma'mun Al Rasyid Perkasa Alam, c.1900.

- L'area sotto il diretto controllo del sultano (kotapraja, la capitale).
- Urung (Stato) XII Kota Hamparan Perak sotto il governo di Datuk Hamparan Perak Setia Diraja.
- Urung Serbanyaman-Sunggal sotto il governo di Datuk Sunggal Sri Indera Pahlawan.
- Urung Sukapiring-Kampung Baru sotto il governo di Datuk Sukapiring Sri Indera Asmara.
- Urung Senembah-Petumbak sotto il governo di Kejeruan Senembah Deli.
- Stato di Percut sotto il governo di Kejeruan Percut Paduka Raja.
- Jajahan Negeri Bedagai sotto il governo di Pangeran Nara Kelana Raja Bedagai.
- Jajahan Negeri Padang sotto il governo di Maharaja Negeri Padang (Sinar, 2007:29–30).

In generale, il territorio del sultanato era suddiviso in due regioni chiamate rispettivamente Hilir, abitata da persone di stirpe malese convertite all'islam, e Hulu abitata dalle tribù Karo che non erano convertite all'islam ma persistevano nell'animismo o nell'induismo.

## Storia
La storia del sultanato di Deli ed anche quella del sultanato di Serdang sono strettamente correlate a quella del sultanato di Aceh, durante il regno del sultano Iskandar Muda (1607–1636). Aceh iniziò la sua espansione nel 1612 invadendo le città nella costa orientale di Sumatra. Il porto di Deli venne conquistato in sei settimane, mentre il regno di Aru si arrese all'inizio del 1613. Il regno di Aru, collocato nella parte orientale di Sumatra, era chiamato anche regno di Harucome nell'opera di Tuanku Luckman Sinar Basarshah II che nei suoi scritti fornisce diversi elementi di storia per i regni della Sumatra orientale.
La conquista da parte del sultanato di Aceh venne guidata da Muhammad Dalik che assunse l titolo di Sri Paduka Tuanku Gocah Pahlawan. Questo comandante era discendente dell'emiro Muhammad Badar ud-din Khan, un nobile proveniente dall'India che aveva sposato la principessa Chandra Dewi, figlia del sultano di Samudera Pasai. Sri Paduka Tuanku Gocah Pahlawan, soprannominato Laksamana Kuda Bintan (ammiraglio-cavallo di Bintan) si crede abbia comandato anche le truppe di Aceh contro i portoghesi nel 1629 e che abbia tentato di conquistare Pahang (1617), Kedah (1620) e Nias (1624), ed altre aree.

### Sri Paduka Tuanku Gocah Pahlawan, fondatore del sultanato di Deli
Il sultano Iskandar Muda concesse il territorio di Aru a Sri Paduka Tuanku Gocah Pahlawan. Nel 1632, Sri Paduka Tuanku Gocah Pahlawan venne nominato vice sultano di Iskandar Muda per governare il territorio di Aru. Gli interessi degli acehnesi nell'occupazione dell'ex regno di Aru erano:
1. Distruggere l'ultima resistenza nel regno di Aru, sostenuta dai portoghesi;
2. Diffondere gli insegnamenti dell'islam in altre aree;
3. Stabilire un governo come parte del sultanato di Aceh.[6]

Poco dopo essere stato nominato governatore di Aru in rappresentanza del sultano di Aceh, Sri Paduka Tuanku Gocah Pahlawan venne nominato dai quattro re di Batak Karo al titolo di Datuk Tunggal o Ulon Janji, posizione corrispondente a quella dell'attuale primo ministro.
I quattro re di Batak Karo erano a capo di quattro regni nella regione di Batak Karo che avevano accettato l'islam ed erano stati conquistati dal sultanato di Aceh durante la campagna guidata da Sri Paduka Tuanku Gocah Pahlawan. Uno dei quattro re di Batak Karo era re Undo Sunggal che era suocero di Sri Paduka Tuanku Gocah Pahlawan. Nel 1632, Sri Paduka Tuanku Gocah Pahlawan sposò la figlia di re Undo Sunggal, la principessa Nang Baluan Beru Surbakti.
Sri Paduka Tuanku Gocah Pahlawan morì nel 1641, ed il controllo di Deli passò a suo figlio, Tuanku Panglima Perunggit che divenne Panglima Deli. Nel frattempo, il sultano Iskandar Muda era morto nel 1636 ad Aceh. La guida del sultanato di Aceh era passata al genero del defunto sultano, Sultan Iskandar Thani, che rimase sul trono sino al 1641.
Aceh si indebolì dopo la morte di Iskandar Thani. Il suo successore fu sua moglie, la quale era anche figlia del sultano Iskandar Muda, la sultana Safi al-Din Taj al-Alam (Puteri Sri Alam). L'instabilità politica del sultanato di Aceh concesse l'opportunità a Tuanku Panglima Perunggit per agire per conto proprio. Nel 1669, Tuanku Panglima Perunggit proclamò l'indipendenza dal sultanato di Aceh e stabilì dei legami con gli olandesi a Malacca. Con questo atto venne ufficialmente costituito il sultanato di Deli come governo sovrano e con capitale Labuhan, a circa 20 chilometri da Medan.

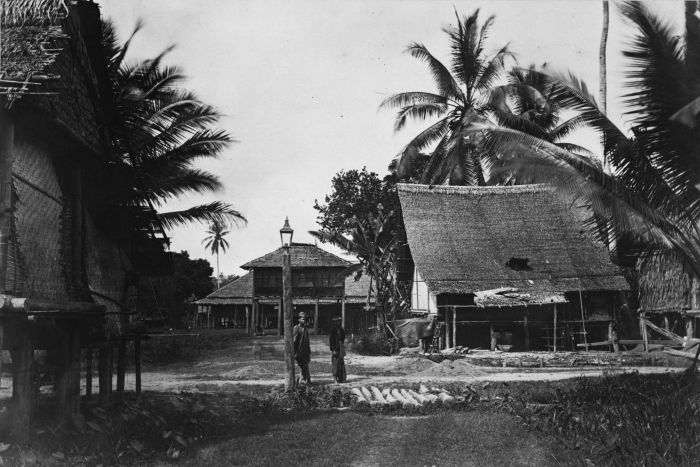
Labuhan, centro del governo del primo sultanato di Deli.

Il nome di Deli si trova per la prima volta riportato nei registri della Compagnia olandese delle Indie orientali di Malacca nell'aprile del 1641. Quello fu l'anno in cui gli olandesi strapparono Malacca ai portoghesi. Nell'annotazione si legge che, secondo il rapporto dell'ammiraglio di Johor, l'esercito di Aceh era entrato a Deli. Nel contempo, il sultanato di Aceh era coinvolto in una guerra contro il sultanato di Johor che aveva dato assistenza in precedenza ai portoghesi e poi agli olandesi.
all'8 settembre 1641 risale invece una lettera della sultana Safi al-Din Taj al-Alam al governatore generale Antonio van Diemen (1636–1645) a Batavia. Nella sua lettera la sultana dichiarava che gli olandesi avrebbero potuto commerciare con Deli e con Besitang.

### La frammentazione della famiglia reale del sultanato di Deli

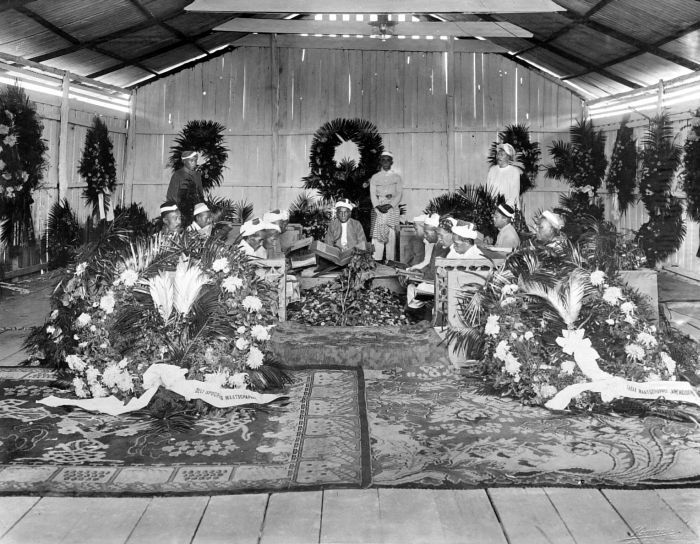
Il funerale del sultano Ma'amun Al Rashid Perkasa Alam Shah

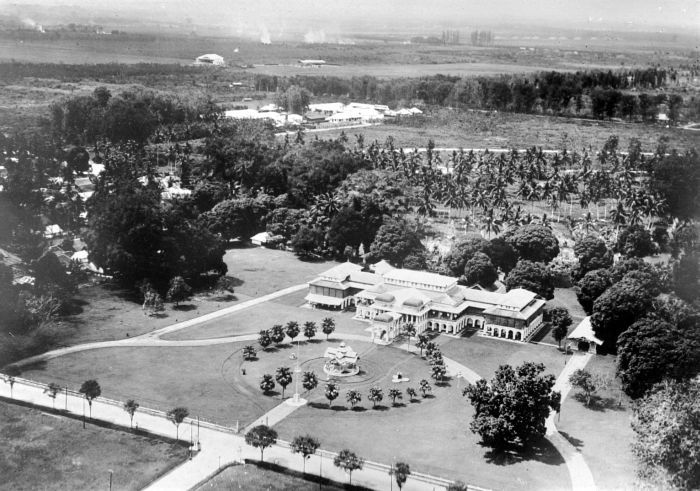
Veduta aerea del palazzo di Maimoon

Il sultano successore a Deli dopo la morte di Sri Paduka Tuanku Gocah Pahlawan, Tuanku Panglima Perunggit (detto anche Panglima Deli), morì nel 1700. Il successore di questi fu Tuanku Panglima Paderap che governò sino al 1720. Il sultanato di Deli venne scosso da una frammentazione interna poco dopo la morte di Tuanku Panglima Paderap. I figli del defunto sovrano si scontrarono tra loro su chi dovesse legittimamente ottenere la corona a Deli dopo la scomparsa del loro genitore.

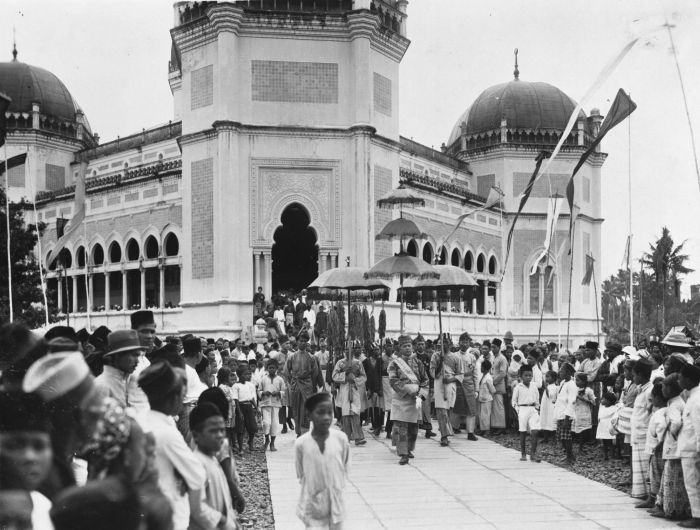
Amaluddin Sani Perkasa Alam Shah, sultano di Deli, lascia la Grande Moschea nel giorno della sua incoronazione

Malgrado il suo status di primogenito, infatti, Tuanku Jalaludin Gelar Kejuruan Metar venne escluso dai candidati al trono del sultanato di Deli perché aveva la vista compromessa. Questa situazione fece sì che Tuanku Panglima Pasutan, secondogenito di Tuanku Panglima Paderap, dovesse legittimamente ottenere il trono malgrado il fatto che il diritto di assumere la guida del paese spettasse a Tuanku Umar Johan Alamsyah Gelar Kejeruan Junjongan (il quartogenito) dal momento che questi era nato dalla regina e non da una delle concubine del sultano. Scoppiò una guerra civile tra i due figli. Nel frattempo, Tuanku Tawar (Arifin) Gelar Kejuruan Santun scelse di evitare la guerra tra i due fratelli.
La guerra civile ebbe il proprio culmine nel 1732, quando Tuanku Panglima Pasutan batté Tuanku Umar Johan Alamsyah Gelar Kejeruan Junjongan fuori del palazzo reale. Tuanku Umar Johan Alamsyah Gelar Kejeruan Junjongan venne costretto a trovare rifugio con sua madre, Tuanku Panglima Sampali, a trovare rifugio presso il luogo detto Kampung Besar (Serdang). Qui Tuanku Panglima Pasutan si autoproclamò nuovo sultano di Deli.

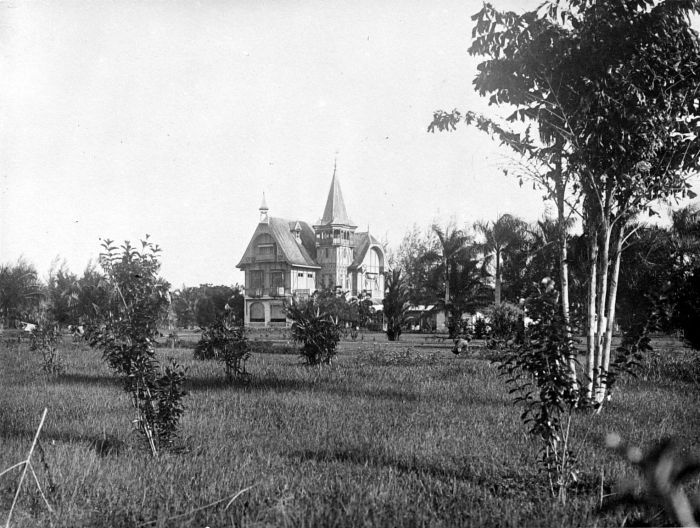
Il palazzo del Tengku Besar (principe ereditario) di Deli

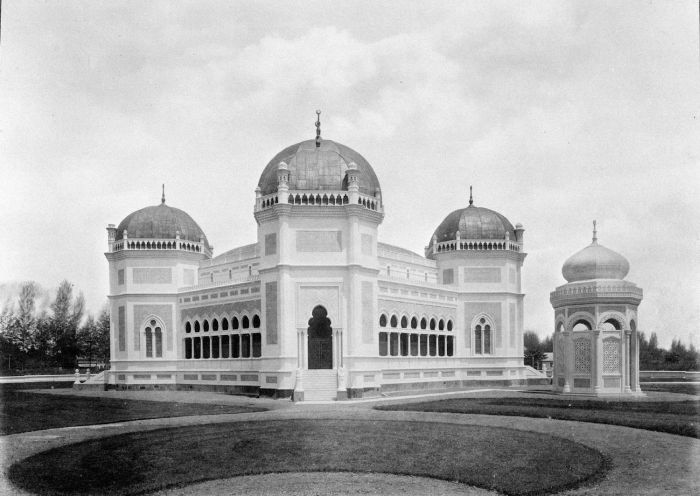
La Gran Moschea di Al Mahsun venne costruita al picco della prosperità di Deli.

Nel frattempo, Tuanku Umar Johan Alamsyah Gelar Kejeruan Junjongan non perse tempo e fondò un nuovo regno personale, il sultanato di Serdang, avvalendosi del supporto di due re Batak Karo, raja Urung Sunggal e raja Urung Senembah. Inoltre, raja Urung Batak Timur che governava l'alto Serdang presso la città di Tanjong Morawa e un uomo d'alto rango proveniente dal sultanto di Aceh di nome Kejeruan Lumu diedero il loro consenso alla fondazione dello stato di Serdang. Infine, nel 1723, Tuanku Umar Johan Alamsyah Gelar Kejeruan Junjongan venne incoronato come primo sultano e fondatore del sultanato di Serdang.
Le condizioni interne instabili a Deli, resero l'intera regione un facile bersaglio per diversi altri stati che competevano per la loro influenza sull'area, ed in particolare i sultanati di Siak Sri Inderapura, di Johor e di Aceh, quest'ultimo intenzionato a fare di Deli nuovamente una propria dipendenza come in passato.
La regione di Deli era considerata di grande importanza, in particolare per le sue numerose e preziose risorse naturali come oli per produrre profumi, legno di sandalo e canfora, oltre alla presenza di coltivazioni di riso, fabbriche artigianali per la produzione di candele ed allevamenti di cavalli, importate dagli olandesi. Per i loro interessi economici, gli olandesi erano intenzionati a mantenere buone relazioni col territorio e per questo vi avevano impiantato anche delle tessiture.
Tuanku Panglima Pasutan, il quarto sultano di Deli, morì nel 1761. Il governo del sultanato di Deli venne continuato da Kanduhid che assunse il titolo di Panglima Gandar Wahid. Nel 1805, morì anche Panglima Gandar Wahid. Il suo successore fu Tuanku Amaluddin. All'epoca il sultanato di Deli era ancora sotto la sfera d'influenza del sultanato di Siak Sri Inderapura e pertanto l'incoronazione di Tuanku Amaluddin a sultano di Deli si poté compiere solo dopo l'approvazione concessa l'8 agosto 1814 dal sultano di Siak. Dopo essere ufficialmente stato riconosciuto come sultano di Deli, Tuanku Panglima Amaludin ottenne il titolo onorario di sultano Panglima Mangedar Alam.
Meuraxa nel suo Sekitar Suku Melaju, Batak, Atjeh, dan Keradjaan Deli (1956) scriveva che nel 1669 il territorio del sultanato di Deli venne conquistato dal sultanato di Siak Sri Inderapura per conto del sultanato di Aceh. Ad ogni modo, quando il sultanato di Siak Sri Inderapura venne soggiogato da quello di Johor, il sultanato di Deli si trovò sotto quest'ultima sovranità.
Nel 1854, il sultanato di Aceh tornò ad essere la potenza regnante sul sultanato di Deli, guidato da un comandante di nome Teuku Husin. Il sultano Osman Perkasa Alam Shah (1850–1858), all'epoca sultano a Deli, venne portato al palazzo reale di Aceh.

### Gli ultimi anni

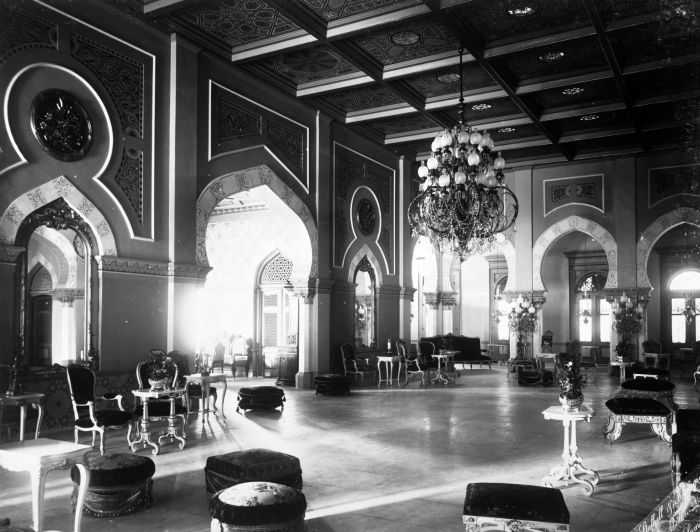
L'Istana Maimun, la residenza del sultano di Deli

La guerra civile tra il sultanato di Deli e Serdang si concluse all'inizio del XX secolo dopo pressioni da parte degli olandesi. Le relazioni tra il sultanato di Deli e gli olandesi erano del resto abbastanza forti da imporre questa necessità: gli olandesi necessitavano delle risorse provenienti da Deli e gli abitanti del sultanato desideravano essere meglio protetti dai soldati europei e dalle loro tecnologie.
Questa sorta di armonia reciproca creatasi tra il sultanato di Deli e la Compagnia olandese delle Indie olandesi si rafforzò ulteriormente durante il periodo nel quale Deli si trovava sotto l'influenza del sultanato di Siak Sri Inderapura. Nell'agosto del 1862, Elisa Netscher che prestò servizio come residente coloniale a Riau, accompagnò il vice residente di Siak ed alcuni altri funzionari del sultanato di Siak, in un viaggio nella Sumatra orientale. Questo viaggio venne richiesto dal sultanato di Siak dal momento che diversi regni della Sumatra orientale si erano detti riluttanti a riconoscere il potere di Siak sull'area, tra cui il sultanato di Deli, il quale si sentiva in questo momento storico più affine al sultanato di Aceh dal momento che Siak era visto come troppo debole per tutelare i suoi interessi.
Il 21 agosto 1862, il gruppo con Elisha Netscher entrò a Kuala Sungai Deli e venne accolto dal sultano Mahmud Al Rashid Perkasa Alam Shah. A questi suoi ospiti, il sultano di Deli disse di non essere più interessato ad avere rapporti con Siak e di non aver chiesto riconoscimenti ad alcuno. Ad ogni modo, Netscher precisò come l'influenza di Siak Sri Inderapura fosse ancora forte a Deli e che l'unico modo per uscire da questa problematica sarebbe stato di proclamare un protettorato olandese sull'area. Il sultano locale, scelse quindi di firmare un trattato con il governo della Compagnia olandese delle Indie orientali.
Il regime del sultano Mahmud Al Rashid Perkasa Alam Shah ebbe fine nel 1873 quando questi venne succeduto da suo figlio che assunse il titolo di sultano Makmun Al Rashid Perkasa Alam. Durante il periodo di regno del nono sultano, Deli attraversò un periodo di prosperità che vide l'impianto di una serie di coltivazioni di tabacco gestite dalla Deli Maatschappij e da altre imprese straniere. Nel 1872, erano già tredici le piantagioni operanti a pieno ritmo a Deli. Il suolo del sultanato era ideale per la crescita di tabacco di grande qualità, particolarmente richiesto in Europa per la produzione di sigari.
Quando il sultano Mahmud Al Rashid Perkasa Alam Shah iniziò il suo regno nel 1873, le piantagioni di tabacco erano già incrementate al numero di 44, con una produzione che l'anno successivo raggiunse i 125.000 pacchi e fece di Deli uno dei principali centri di produzione al mondo di questo bene, e Amsterdam divenne il più grande mercato del tabacco a livello globale. Da queste coltivazioni, le cui tasse erano pagate dai proprietari con cifre elevate visto poi l'elevata qualità del prodotto e la buona rendita finale, il sultano di Deli trasse anche notevoli ricchezze personali.
Come simbolo della rinnovata ricchezza del suo regno, il sultano Mahmud Al Rashid Perkasa Alam Shah fece costruire diverse strutture celebrative, tra cui il Kampong Bahari (Labuhan) nel 1886 ed il Gran Palazzo di Maimoon nel 1888. Il suo successore, il sultano Ma`mun Al Rashid Perkasa Alam Shah, continuò lo sviluppo di questo splendore architettonico con la costruzione del Mahkamah Kerapatan Besar nel 1903 e della Grande Moschea del sultano Al Mansun nel 1906. Il palazzo di Maimoon si trovava nell'attuale centro della città di Medan ed era abitato dal sultano e dalla sua famiglia dal 18 maggio 1891. In precedenza vissero al Kampong Bahari di Labuhan. L'architetto del palazzo era un europeo, il soldato olandese capitano Theodoor van Erp.

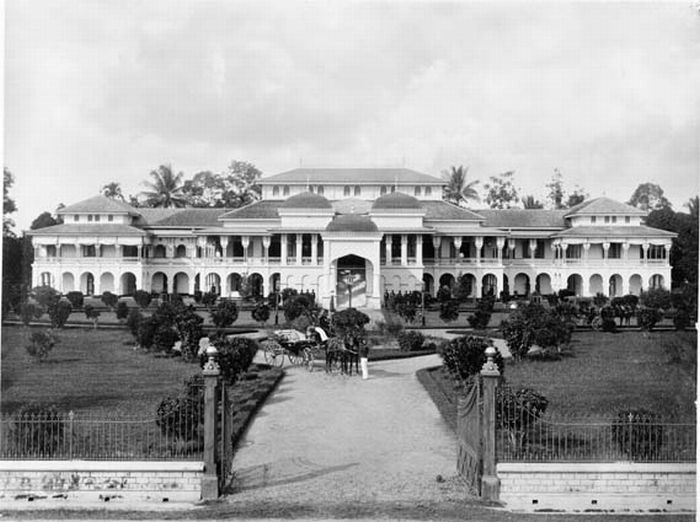
Il palazzo di Maimoon, simbolo della prosperità del sultanato di Deli.

Dopo che l'Indonesia ebbe proclamato la propria indipendenza dal governo olandese nel 1945 ed ebbe ottenuto tale concessione nel 1949 il sultanato di Deli, che era storicamente stato unito al territorio di Sumatra orientale, passò dal 1950 alla provincia di Sumatra settentrionale. Come in molti altri stati, anche la famiglia reale di Deli venne minacciata dall'opposizione mossa dai partiti anti-monarchici, sia per la propria tradizione aristocratica, sia per la vicinanza che da sempre aveva mantenuto coi coloni olandesi.
Nella medesima sua opera, Tengku Luckman Sinar scriveva anche che gli incitamenti alla ribellione si erano percepiti dal giugno del 1942, durante l'occupazione giapponese dell'Indonesia. La ribellione ebbe inizio quando i contadini delle piantagioni di riso, che lavoravano in cooperazione, terminarono l'annuale festa del raccolto.
Atti di violenza contro la nobiltà locale raggiunsero il loro picco in un incidente noto come Rivoluzione Sociale del 1946. Molti sovrani e membri delle famiglie reali della Sumatra settentrionale vennero assassinati e privati delle loro proprietà e dei loro beni, incluso Tengku Amir Hamzah, il poeta indonesiano che venne decapitato a Kuala Begumit. La famiglia reale del sultanato di Deli con quella di Serdang sopravvissero grazie ai soldati alleati che si trovavano in Indonesia per chiedere la resa dei giapponesi. Dopo la tragedia della Rivoluzione Sociale del 1946, la famiglia e gli eredi del sultanato di Deli rioccuparono il palazzo di Maimoon dal momento che la maggior parte delle loro case era andata distrutta o incendiata dalla guerra. Questo palazzo era rimasto stabilmente al suo posto in quanto durante tutto il periodo rivoluzionario, venne guardato a vista dai soldati alleati.
Dopo la rivoluzione e l'indipendenza, il sultanato di Deli ha conservato la propria presenza ma solo a livello cerimoniale e non più come entità politica. Il sultano Azmy Perkasa Alam Alhaj regnò dal 1967 al 1998. Il 5 maggio 1998, prese il suo posto il sultano Otteman Mahmud Perkasa Alam il quale, ad ogni modo, morì durante un incidente aereo al Malikus Saleh Airport, presso Aceh, il 21 luglio 2005. Il 22 luglio 2005 il principe ereditario ascese al trono come sultano Mahmud Lamanjiji Perkasa Alam.

## Sovrani di Deli

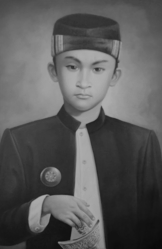
Il sultano Mahmud Lamanjiji Perkasa Alam

- Tuanku Panglima Gocah Pahlawan (1632–1669).
- Tuanku Panglima Perunggit (1669–1698).
- Tuanku Panglima Paderap (1698–1728).
- Tuanku Panglima Pasutan (1728–1761).
- Tuanku Panglima Gandar Wahid (1761–1805).
- Sultano Amaluddin Mangendar (1805–1850).
- Sultano Osman Perkasa Alam Shah (1850–1858).
- Sultano Mahmud Al Rashid Perkasa Alamsyah (1858–1873).
- Sultano Ma'mun Al Rashid Perkasa Alamyah (1873–1924).
- Sultano Amaluddin Al Sani Perkasa Alamsyah (1924–1945).
- Sultano Osman Al Sani Perkasa Alamsyah (1945–1967).
- Sultano Azmy Perkasa Alam Alhaj (1967–1998).
- Sultano Otteman Mahmud Perkasa Alam (5 maggio 1998 – 21 luglio 2005).
- Sultano Mahmud Lamanjiji Perkasa Alam (22 luglio 2005-oggi).